# Proboehmia tubirostris
Proboehmia tubirostris är en havsspindelart som beskrevs av Stock, J.H. 1991. Proboehmia tubirostris ingår i släktet Proboehmia och familjen Ammotheidae. Inga underarter finns listade i Catalogue of Life.